# GRW +70 8247
GRW +70 8247 is een witte dwerg met een spectraalklasse van DAP. De ster bevindt zich 42 lichtjaar van de zon.